# Điểm biên

Hình tròn và đường tròn bao quanh nó.

Điểm biên của một tập hợp X trong một không gian tô pô là điểm {\displaystyle x} mà trong mọi lân cận của nó vừa có điểm thuộc tập hợp {\displaystyle X}, vừa có điểm không thuộc tập hợp {\displaystyle X}.

## Tính chất
- Điểm biên có thể thuộc tập hợp {\displaystyle X}, có thể không.

Ví dụ: nửa khoảng (0,1] nhận các điểm 0 và 1 làm điểm biên, nhưng 1 {\displaystyle \in } (0,1] còn 0 {\displaystyle \notin } (0,1].
- Tập hợp các điểm biên của tập hợp {\displaystyle X} được gọi là biên của tập hợp {\displaystyle X}.

Ví dụ: Hình tròn nhận đường tròn bao làm biên, nhận các điểm trên đường tròn này làm điểm biên.
- Dễ dàng thấy rằng điểm biên là điểm dính của {\displaystyle X}, vì mọi lân cận của nó đều giao với X ít nhất tại một điểm thuộc  {\displaystyle X}. Ngược lại thì không đúng, chẳng hạn các điểm trong của {\displaystyle X} luôn là điểm dính nhưng dĩ nhiên chúng không là điểm biên.